# Шимпанза
Шимпанза (лат. Pan troglodytes) врста је великог човјеколиког мајмуна која настањује шуме и саване тропске Африке. Постоје четири потврђене подврсте, а пета је предложена. Док је бонобо, најближи сродник шимпанзе, био познат као мала или пигмејска шимпанза, ова врста је често именовано као обична или робусна шимпанза. Шимпанза и бонобо су једине врсте рода Pan. Фосилни докази и секвенцирања ДНК показују да је род Pan сестрински таксон људске лозе и према томе је најближи живи сродник људи.
Тијело шимпанзе прекривено је грубом црном длаком, али на лицу, прстима руку и ногу, длановима и табанима нема длака. Већи је и робуснији од боноба, тежина мужјака се креће од 40 до 70 кг, а од 27 до 50 кг код женки, док је висина око 150 цм.
Шимпанзе живе у скупинама од 15 до 150 чланова, иако се јединке крећу и хране у много мањим скупинама током дана. Живе у строгој хијерархији у којој преовлађују мужјаци, док се несугласице углавном ненасилно рјешавају. Код скоро свих популација шимпанзи забиљежена је употреба алата, модификованих штапова, камења, траве и лишћа, које користе за лов и скупљање меда, термита, мрава, орашастих плодова и воде. Примјећено је и оштрење штапова за лов малих сисара. Трудноћа код шимпанзи траје осам мјесеци. Младунче престаје да сиса око треће године живота, али обично одржава близак однос са мајком још неколико година.
Шимпанза се налази на Црвеном списку Међународне уније за заштиту природе као угрожена врста. Процјењује се да има између 170.000 и 300.000 јединки. Највеће пријетње опстанку врсте су губитак станишта, криволов и болести. У западној култури шимпанзе се виде као стереотипне фигуре кловнова и јављају се у забавним садржајима као што су чајанке шимпанзи, циркуски акти и позоришне представе. Иако су шимпанзе државе као кућни љубимци, њихова снага, агресивност и непредвидљивост чини их опаснима за ту улогу. Неколико стотина шимпанзи је државно у лабораторијама за испитивање, нарочито у Сједињеним Државама. Учињени су многи покушаји да се шимпанзе науче језицима као што је амерички знаковни језик, са ограниченим успјехом.

## Етимологија
Ријеч шимпанза потиче или од вили ријечи Lua грешка in package.lua at line 80: module 'Module:string utilities' not found. или луба ријечи Lua грешка in package.lua at line 80: module 'Module:string utilities' not found., са значењем „(безрепи) мајмун”. Колоквијализам „шимпанза” је највјероватније скован крајем 1870-их. Род Pan је назив добио по старогрчком богу, док је специфично име троглодити преузето од Троглодита, митске расе пећинских људи.

## Таксономија
Први велики мајмун познат западној науци у 17. вијеку био је „оранг-утанг” (род Pongo), мјесно малајско име које је на Јави забиљежио холандски љекар Јакобус Бонтијус. Холандски анатом Николас Тулп примијенио је 1641. то име на шимпанзу или боноба доведену у Холандију из Анголе. Други холандски анатом, Петрус Кампер, сецирао је узорке из централне Африке и југоисточне Азије 1770-их, примјетивши разлике између афричких и азијских мајмуна. Њемачки природњак Јохан Фридрих Блуменбах класификовао је шимпанзу као Simia troglodytes 1775. године. Други њемачки природњак, Лоренц Окен, сковао је род Pan 1816. године. Бонобо је препознат као посебна врста 1933. године.

### Еволуција
Упркос великом броју фосилних налаза рода Homo, фосили рода Pan нису описани све до 2005. године. Постојеће популације шимпанзи у западној и централној Африци немају преклапања са главним налазиштима људских фосила у источној Африци, али су пријављени фосили шимпанзи у Кенији. То указује да су и људи и панини били присутни у долини Источноафричког рифта долини током средњег плеистоцена.
Према студијама из 2017. на којима су радили истраживачки са Универзитета Џорџ Вашингтон, боноби су се, заједно са шимпанзама, одвојили до људске линије прије око 8 милиона година; боноби су се одвојили од линије обичних шимпанзи око прије око 2 милиона година. Друга генетска студија из 2017. предлаже древни ток гена (интрогесија) између 200.000 и 550.000 година од боноба до предака централноафричких и источноафричких шимпанзи.

### Подврсте и популациони статус
Признате су четири подврсте шимпанзе, са могућности пете:
- Централноафричка шимпанза или чего (лат. Pan troglodytes troglodytes), присутна у Камеруну, Централноафричкој Републици, Екваторијалној Гвинеји, Габону, Републици Конго и Демократској Републици Конго, у дивљини броји око 140.000 јединки.[20]
- Западноафричка шимпанза, присутна у Обали Слоноваче, Гвинеји, Либерији, Малију, Сијера Леонеу, Гвинеји Бисао, Сенегалу и Гани, броји око 52.800 јединки.[21][22]
- Нигерско-камерунска шимпанза (лат. P. troglodytes ellioti или P. t. vellerosus),[17] присутна је у шумским подручјима широм Нигерије и Камеруна, броји 6000—9000 јединки.[23][24]
- Источноафричка шимпанза, присутна у Централноафричкој Републици, Јужном Судану, Демократској Републици Конго, Уганди, Руанди, Бурундију, Танзанији и Замбији, броји око 180.000—256.000 јединки у дивљини.[25]
- Југоисточноафричка шимпанза, присутна у Бурундију, Руанди, Танзанији и Уганди. Колин Гроувс тврди да је ово подврста, настала довољним варијацијама између сјеверне и јужне популације источноафричке шимпанзе,[19] али је МУЗП не признаје.[2]

### Геном
Радна верзија генома шимпанзе објављена је 2005. и кодира 18.759 протеина (у поређењу са 20.383 у људском протеому). ДНК секвенце људи и шимпанзи су веома сличне, а разлика у броју протеина углавном произилази из непотпуних секвенци у геному шимпанзе. Обје врсте се разликују у око 35 милиона једнонуклеотидних промјена, пет милиона случајева уметања/делеције и разне хромозомске транслокације. Типични хомолози протеина човјека и шимпанзе разликују се у просјеку у само двије аминокиселине. Око 30% свих људских протеина је по секвенци истовјетно одговарајућем протеину шимпанзе. Дупликације малих дијелова хромозома биле су главни извор разлике између генетског материјала човјека и шимпанзе; око 2,7% одговарајућих савремених генома представљају разлике, настале дупликацијом или делецијом гена, како су се људи и шимпанзе одвојили од свог заједничког еволуцијског претка.

## Карактеристике
Просјечна висина усправљене одрасле шимпанзе је око 150 цм. Одрасли мужјаци у дивљини теже од 40 до 70 кг, а женске од 27 до 50 кг. Са изузетком, одређене јединке могу знатно да премаше ове мјере, са висином преко 168 цм и тежином до 136 кг у заточеништву.
Шимпанза има снажнију тјелесну грађу од боноба, али мању од гориле. Руке шимпанзе су дуже од ногу и могу досећи испод кољена. Прсти руку су дуги са кратким палчевима и равним ноктима. Стопала су прилагођена за хватање, а ножни палац је  опозитан. Карлица је дуга са продуженом бедреном кости. Глава је заобљена са проминентним и прогнатним лицем и наглашеним обрвним гребеном. Очи су окренуте напријед, има мали нос, заобљене уши без режња и дугу покретну горњу усну. Поред тога, одрасли мужјаци имају оштре очњаке. Као и код сви велики мајмуни, зубна формула шимпанзе је 2.1.2.32.1.2.3, односно два сјекутића, један очњак, два преткутњака и три кутњака на обје половине сваке вилице. Шимпанзе немају истакнути сагитални гребен и припадајућу мускулатуру главе и врата као гориле.
Тијело шимпанзе прекривено је грубом длаком, осим лица, прстију на рукама, ногама, длановима и табанима. Губе више длаке како старе и развијају ћелаве мрље. Длака шимпанзе је типично црна, али може бити смеђа или црвена. Како старе, могу се појавити бијеле или сиве мрље, нарочито на бради и доњем дијелу тијела. Кожа испод длаке је бијела, док изложена подручја варирају: бијела која стари у тамноблатњаву боју код источноафричких шимпанзи, пјегаста на бијелој која стари до јако пјегавоблатњаве код централноафричких шимпанзи и црна са бијелом маском у облику лептира која са годинама тамни код западноафричких шимпанзи. Пигментација лица се повећава са годинама и излагањем ултраљубичастом зрањечу. Женке развијају отечену ружичасту кожу током еструса.
Шимпанзе су прилагођене и за арбореалну и за терестријалну локомоцију. Арбореална локомоција се састоји од вертикалног пењања и брахијација. На тлу, шимпанзе се крећу и четвороножно и двоножно. Чини се да ови покрети троше слине количине енергије. Као и код боноба и горила, шимпанзе се крећу четвороножно ходајући на зглобовима, што се вјероватно еволуцијски развило независно код панина и горила. Мишићи су 50% јачи од тежини од људских, због већег садржаја брзих мишићних влакана, једне од адаптација шимпанзе за пењање и љуљање. Према јапанском јапанском Зоолошком врту Асахијама, снага хвата одрасле шимпанзе процјењује се на 200 кг, док други извори тврде да је тежина и до 330 кг.

## Екологија
Шимпанза је веома прилагодљива врста. Живи у разним стаништима, укључујући суву савану, зимзелену прашуму, планинску шуму, мочварну шуму и суви шумовито-савански мозаик. У Гомбеу, шимпанза углавном користи полулистопадне и зимзелене шуме, као и отворене шумовите крајеве. У Босоуу, шимпанза насељава вишестепену секундарну листопадну шуму, која је нарасла послије промијењеног узгоја, као и прашуме и травњаке. У Таију, шимпанзе се налазе у посљедњој преосталој тропској кишној шуми у Обали Слоноваче. Шимпанза има напредну когнитивну карту свог домаћег станишта и може проналазити храну више пута. Шимпанза сваке ноћи на другом мјесту гради гнијездо за спавање, а исто гнијездо никада не користи више од једанпут. Шимпанзе спавају саме у одвојеним гнијездима, осим младунчади и младих шимпанзи, које спавају са својим мајкама.

### Исхрана
Шимпанзе су сваштоједни фругивори. Воће воле више од друге хране, али једу и лишће, лисне пупољке, сјеме, цвјетове, стабљике, језгру, кору и смолу. Студија спроведена у шуми Будонго у Уганди открила је да 64,5% времена издвојеног на исхрану концентрисано на воће (од чега 84,6% зрело), нарочито на двије врсте Ficus, Maesopsis eminii и Celtis gomphophylla. Поред тога, 19% времена исхране издвајају на арбореално лишће, углавном на Broussonetia papyrifera и Celtis mildbraedii. Иако је шимпанза углавном биљојед, једну и мед, земљу, инсекте, птице и њихова јаја, али и мале и средње сисаре, укључујући друге примате. Од врста инсеката конзумирају врсту мрава ткача Oecophylla longinoda, термите Macrotermes и медоносне пчеле. Црвени колобуси се налазе на врху преферираног плијена међу сисарима. Остали сисари који могу бити плијен су црвенорепи заморац, младунчад и млади жути павијани, галагији, плави дујкери, Tragelaphus sylvaticus и брадавичасте свиње.
Упркос чињеници да је познато да шимпанзе лове и сакупљају инсекте и друге бескичмењаке, таква храна чини заправо мали дио њихове исхране, од само 2% годишње до чак 65 г животињског меса дневно за сваку одраслу шимпанзу у врхунцу сезоне лова. То такође варира од трупе до трупе и из године у годину. Међутим, у свим случајевима, већину њихове исхране чини воће, лишће, коријење и друге биљне материје. Према неколико студија, женке једу много мање животињског меса од мужјака. Џејн Гудол је документовала многе прилике у Националном парку Гомбе Стрим у којима су шимпанзе и западни црвени колобуси игнорисали једни друге, упркос непосредној близини.
Чини се да се шимпанзе не такмиче непосредно са горилама у областима гдје долази до преклапања. Када је воћа у изобиљу, исхрана горила и шимпанзи је приближна, али када је воћа мало, гориле прибјегавају вегетацији. Оба човјеколика мајмуна могу се хранити различитим врстама, било воћем или инсектима. Интеракција између њих могу варирати од пријатељских, па чак и стабилних друштвених веза, до избјегавања, или до агресије, па чак и отимања младунчади од стране шимпанзи.

### Здравље и смртност
Просјечан животни вијек шимпанзе у дивљини је релативно кратак. Обично живе мање од 15 година, иако појединци који достигну 12 године могу живјети додатних 15 година. У ријетким случајевима, шимпанзе у дивљини могу живјети 60 година. Шимпанзе у заточеништву обично живе душе од већине оних у дивљини, са просјечним животним вијеком мужјака од 31,7 година и женки од 38,7 година. Најстарији познати мужјак у заточеништву документовано је живио 66 година, док је најстарија женка, Мала мама, имала скоро 80 година.
Леопарди лове шимпанзе у неким областима. Могуће је да се већи дио смртности узроковане нападом леопарда може приписати појединцима који су специјализовали лов на шимпанзе. Шимпанзе могу реаговати на присуство леопарда гласном вокализацијом, дрмањем грана и бацањем предмета. Постоји најмање један запис о томе да су шимпанзе убиле младунче леопарда након што су напали и његову мајку у њиховој јазбини. Четири шимпанзе су могле да постану плијен лавова у Националном парку Махале Моунтаинс. Иако нису забиљежени други случајеви предаторства лавова над шимпанзама, лавови вјероватно повремено убијају шимпанзе, а веће групе саванских шимпанзи су можда настале као одговор на пријетње ових великих мачака. Шимпанзе могу реаговати на лавове пењањем на дрвеће, вокализацијом или скривањем у тишини.
Шимпанзе и људи дијеле само 50% врста паразита и микроба. Разлика је настала због прилагођавања животној средини и исхрани; људске унутрашње врсте паразита више се поклапају са бабунима сваштоједима, који живе у саванама. Шимпанза је домаћин врсте вашки Pediculus schaeffi, блиског сродника P. humanus, која напада длаке на глави и тијелу човјека. Насупрот, људска стидна ваш Pthirus pubis у блиском је сродству са Pthirus gorillae, која напада гориле. Студија гастроинтестиналних паразита шимпанзи у дивљини из 2017. у деградираној шуми у Уганди, пронашла је девет врста протозоа, пет нематода, једну цестоду и једну трематоду. Најзаступљенија врста била је протозоа Troglodytella abrassarti.

## Понашање
Недавне студије сугеришу да људски посматрачи утичу на понашање шимпанзи. Један од приједлога је да се дронови, замке-камере и даљински микрофони користе за снимање и праћење шимпанзи, а избјегава непосредно људско посматрање.

### Структура скупине
Шимпанзе живе у заједницама које се обично крећу од око 15 до више од 150 чланова, али већину времена проводе путујући у малим, привременим групама које се састоје од неколико појединаца. Ове скупине се могу састојати од било које комбинације узраста и пола. И мужјаци и женке понекад путују сами. Ово фисионо-фузионо друштво може обухватати четири скупине од четири типа: потпуно мушке, одрасле женке и потомство, одрасле јединке оба пола или једну женку и њено потомство. Ове мање скупине се јављају у различитим типовима, у различитим сврхама. Нпр, може се организовати само мушка скупина за лов, док скупина женки у лактацији служи као „јаслице” за младе.
У средишту друштвених структура су мужјаци, који патролирају територијом, штите чланове скупине и траже храну. Мужјаци остају у својим наталним заједницама, док женке углавном емигрирају у адолесценцији. Вјероватније је да ће мужјаци у заједници бити у сродству једни с другима, него да ће женке у међусобном сродству. Међу мужјацима генерално постоји хијерархијска доминација, а мужјаци су доминантни над женкама. Међутим, ова необична фисионо-фузиона друштвена структура „у којој се дијелови родитељске скупине могу редовно одвајати од осталих, а затим поново придружити”, веома је промјенљива у погледу тога које јединке се окупљају у датом тренутку. То је узроковано углавном великом мјером индивидуалне аутономије коју појединци имају унутар својих фисионо-фузионих друштвених структура. Као резултат тога, јединке често траже храну саме или у мањим скупинама, за разлику од много веће „родитељске” скупине, која обухвата све шимпанзе које редовно долазе у међусобни контакт и окупљају се у скупине у одређеном подручју.
Мужјаци живе у линеарној хијерархији доминације. Мужјаци највишег ранга имају тенденцију да буду агресивнији чак и током стабилне доминације. Посљедица је вјероватно фисионо-фузионо друштво шимпанзи, гдје мужјаци напуштају скупине и враћају се након дужег временског периода. Поред тога, доминантни мужјак није сигуран да ли је дошло до било каквог „политичког маневрисања” у његовом одсуству и мора поново да успостави своју доминацију. Дакле, велика количина агресије се јавља у року од пет до петнаест минута након поновног окупљања. Током ових сусрета, испољавању агресије се генерално даје предност у односу на физички напад.
Мужјаци одржавају и побољшавају своје друштвене рангове образовањем коалиција, које су окарактерисане као „експлоататорске” и засноване на утицају појединца у агонистичким интеракцијама. Коалиција омогућава мужјацима да доминирају над трећом јединком када не могу сами, јер политички подесне шимпанзе могу испољавати моћ над агресивним интеракцијама без обзира на њихов ранг. Коалиције такође могу дати мужјаку самопоуздање да изазове доминантног или већег мужјака. Што више савезника мужјак има, веће су му шансе да постане доминантан. Међутим, већина промјена у хијерархијском рангу узрокована је дијадним интеракцијама.  Савези јединки могу бити веома превртљиви, а један члан се може изненада окренути против другог ако је то у његовој користи.
Мужјаци нижег ранга често мијењају страну у споровима између доминантнијих јединки. Они имају користи од нестабилне хијерархије и често проналазе веће сексуалне могућности ако дође до спора или сукоба. Поред тога, сукоби између доминантних мужјака доводи до међусобног фокусирања, а не на мушкарце нижег ранга. Друштвене хијерархије међу одраслим женкама слабије су тенденције. Ипак, статус одрасле женке може бити важан за њено потомство. Међу женкама у Таију забиљежено је образовање савеза. Док се друштвена структура шимпанзи често назива патријархалном, није сасвим неуобичајено да женке образују коалиције против мужјака. Такође, постоји најмање један забиљежени случај да женке обезбјеђују доминантан положај над мужјацима у својој скупини, иако су у заточеништву. Чини се да је друштвено дотјеривање важно у образовању и одржавању коалиције. Чешће је међу одраслим мужјацима, него међу одраслим женкама или међу мужјацима и женкама.
Шимпанзе су описане као веома територијалне и да ће често убијати друге шимпанзе, иако је Маргарет Пауер у књизи The Egalitarians из 1991. навела да су теренске студије из којих су дошли подаци о агресији, Гомбе и Махале, користиле системе вјештачког храњења који су повећали агресију у проучаваној популацији шимпанзи. Дакле, понашање можда не одржава урођене карактеристике врсте у цјелини. У годинама након студије са вјештачким храњењем у Гомбеу, Џејн Гудал описује скупине мужјака које патролирају границама своје територије, брутално нападајући шимпанзе које су се одвојиле од групе Гомбе. Студија објављена 2010. открила је да шимпанзе воде ратове око територије, а не партнера. Патроле из мањих скупина чешће избјегавају контакт са сусједима. Патроле из великих скупина чак заузимају територију мање скупине, добијајући приступ до више ресурса, хране и женки. Иако је традиционално прихваћено да се само женке досељавају и да мужјаци остају у својој наталној трупи доживотно, постоје потврђени случајеви да су се одрасли мужјаци безбједно интегрисали у нове заједнице међу западноафричким шимпанзама, што сугерише да су мање територијалне од других подврста.

### Размножавање и родитељство
Шимпанзе се паре током цијеле године, иако број женки у скупини у еструсу варира сезонски. Већа је вјероватноћа да женке уђу у еструс када је храна лако доступна. Женке у еструсу показују полне отоке. Шимпанзе су промискуитетне: током еструса, женке се паре са неколико мужјака у својој заједници, док мужјаци имају велике тестисе због конкуренције сперматозоида. Постоје и други облици парења. Доминантни мужјаци у заједници понекад ограничавају репродуктивни приступ женкама. Мужјак и женка могу образовати друштво и парити се изван своје заједнице. Поред тога, женке понекад напуштају своју заједницу и паре се са мужјацима из сусједних заједница. Ове алтернативне стратегије парења дају женкама више могућности за парење без губитка подршке мужјака у својој заједници. Чедоморство је забиљежено међу појединим заједницама, а жртве се често конзумирају. Мужјаци практикују чедоморство над младунцима с којим нису у сродству, како би скратили међупорођајне интервале код женки. Жене понекад практикују чедоморство. То може бити повезано са хијерархијом доминације код женки или може бити једноставно патолошко.
Парење у сродству је проучавано у релативно неометаној бисексуалној заједници источноафричких шимпанзи. Упркос повећаном ризику парења у сродству код женки које се не разилазе прије него што достигну репродуктивну доб, ове женке су и даље могле да избјегну рађање потомства насталог парењем у сродству.
Копулација је кратка, траје око седам секунди. Бременитост траје осам мјесец. Бригу о младима пружају углавном њихове мајке. Опстанак и емоционално здравље младих зависи од бриге мајке. Мајке својим младима обезбјеђују храну, топлину и заштиту и уче их одређеним вјештинама. Поред тога, будући ранг шимпанзе може зависити од статуса мајке. Мужјаци настављају да се друже са женкама које су оплодили и комуницирају са својим потомством и пружају му подршку. Новорођенчад су беспомоћна. Нпр. њихов рефлекс хватања није довољно јак да их држи дуже од неколико секунди. Првих 30 дана младунчад се држе за стомак своје мајке. Младунчад не могу да издрже сопствену тежину прва два мјесеца и потребна им је подршка мајке.
Када напуне пет до шест мјесеци, младунчад се пењу на леђа своје мајке. Остају у сталном контакту до краја прве године. Када напуне двије године, способни су да се крећу и сједе самостално и почињу да се крећу ван домашаја мајки. Од четврте до шесте године, шимпанзе престају дојити. Јувенилни период траје од шесте до девете године. У том периоду остају блиски са својим мајкама, али све више комуницирају са другим члановима своје заједнице. Женке адолесценти се крећу између скупина и мајке их подржавају у агонистичким сусретима. Мужјаци адолесценти проводе вријеме са одраслим мужјацима у друштвеним активностима као што су лов и патролирање границама. Студија спроведена над јединкама у заточеништву сугерише да мужјаци могу безбједно да имигрирају у нову скупину ако их прате женке имигранти које су повезане са тим мужјаком. То даје резидентним мужјацима репродуктивне предности са тим женкама, јер су склоније да остану у скупини ако њихов пријатељ такође буде прихваћен.

### Комуникација
Шимпанзе користе изразе лица, положаје и звукове да комуницирају са другима. Имају изражајна лица које су важна у блиској комуникацији. Када су уплашени, кезе зубе потпуно затворених уста, што изазива страх код јединки у непосредној близини. Разигране шимпанзе кезе зубе отворених уста. Шимпанзе такође могу изразити пућењем усни када су у невољи, „подсмијехом” када пријете или се плаше, док је лице са стиснутим уснама врста разметања. Када се покори доминантној јединци, шимпанза увија, повија и пружа руку. Када је у агресивном расположењу, шимпанза се шепури двоножно, погрбљено, машући рукама, у покушају да преувелича своју величину. Док путују, шимпанзе одржавају контакт тако што ударају рукама и ногама о стабла великог дрвећа, што је чин познат као „бубњање”. То раде и када се сусрећу с појединцима из других заједница.
Вокализације су такође важне у комуникацији шимпанзи. Најчешћи позив код одраслих јединки је „дахтање-дрекање”, који може сигнализовати друштвени ранг и везу заједно са држањем скупине на окупу. Позив је сачињен од четири дијела, почиње са меким „ху”, као уводом; затим постоје све гласније и гласније, надоградња; и врхунац у виду вриска и понекад лајање; онда се враћају на тихо „ху” током фазе опуштања како се позив завршава. Гроктање се користи у ситуацијама као што су храњење и поздрављање. Покорне јединке упућују „дахтање-дрекање” доминантнијим јединкама. Младе јединке цвиле као вид просјачења или када се изгубе из своје скупине. Шимпанзе користе позиве на даљину да скрену пажњу на опасност, изворе хране или друге чланове заједнице. „Лавеж” се може јавити као „кратки лавеж” током лова и „тонални лавеж” када се примјете велике змије.

### Лов
Када лове мале мајмуне, као што је црвени колобус, шимпанзе то раде на предјелу гдје је шумска крошња испрекидана и неправилна. То им омогућава да лако сатјерају мајмуне када их јуре у одговарајућем правцу. Шимпанзе такође могу ловити као координисани тим, тако да могу сатјерати свој плијен чак и у непрекидној крошњи. Током арбореалног лова, свака шимпанза у ловачкој скупини има своју улогу. „Возачи” служе да плијен усмјере у одређеном правцу и да га прате без да га покушају ухватити. „Блокери” су стационирани на дну дрвећа и пењу се да блокирају плијен који се креће у другом правцу. „Гоничи” се брзо крећу и покушавају да ухвате плијен. На крају, „засједачи” се крију и излете када се мајмун приближи. Док се хватају и одрасли и младунчад, одрасли мужјаци колобуса ће напасти шимпанзе у лову. Када га ухвате и убију, оброк се дијели свим члановима ловачке скупине, па чак и посматрачима.
Мужјаци више лове у скупинама него женке. Женке имају тенденцију да лове самостално. Ако би женка учествовала у ловачкој скупини и ухватила црвеног колобуса, плијен би јој вјероватно отео одрасли мужјак. Процјењује се да женке лове ≈ 10—15% кичмењак у заједници.

## Интелигенција
Шимпанзе показују бројне знакове интелигенције, од способности памћења симбола до сарадње, употребе алата и различитих језичких способности. Шимпанзе су међу врстама које су прошле тест огледала, што указује на самосвијест. У једној студији, двије младе шимпанзе показале су задржавање огледала самопрепознавања након годину дана без приступа огледалима. Примјећено је да шимпанзе користе инсекте за лијечење својих и туђих рана. Ухвате их и примјењују непосредно на поврједу. Шимпанзе такође показују знаке културе међу скупинама, са учењем и преношењем варијација у његовању, употреби алата и техникама тражења хране које доводе до локализованих традиција.
Тридесетогодишње истраживање на Институту за истраживање примата Универзитета у Кјоту показало је да су шимпанзе у стању да науче да препознају бројеве од 1 до 9 и њихове вриједности. Шимпанзе даље показују склоност ка еидитичком памћењу, демонстрирано у експериментима у којима се збркане цифре приказују на екрану рачунара мање од четвртине секунде. Једна шимпанза, Ајуму, била је у стању да тачно и брзо покаже да положаје на којима су се појавиле у растућем редослиједу. Ајуму је био бољи од одраслих људи којима је дат исти тест.
У контролисаним експериментима о сарадњи, шимпанзе показују основно разумијевање сарадње и регрутују најбоље сараднике. У групном окружењу са уређајем који је давао награде у виду хране само за шимпанзе које су сарађивале, сарадња се прво повећала, затим, усљед такмичарског понашања, смањила, да би се коначно повећала на највиши ниво кроз кажњавање и друга арбитражна понашања.
Велики мајмуни показују вокализацију налик на смијех као одговор на физички контакт, као што су рвање, јурњава или голицање. То је документовано код шимпанзи у дивљини и у заточеништву. Смијех шимпанзе није лако препознатљив људима као такав, јер се генерише наизмјеничним удисајима и издисајима који више личе на дисање и дахтање. Забиљежени су случајеви у којима су нељудски примати изразили радост. Људи и шимпанзе дијеле сличне шкакљиве дијелове тијела, као што су пазуси и стомак. Уживање у голицању код шимпанзи не јењава са годинама.
Шимпанзе су показале различита понашања као одговор на умирућег или мртвог члана скупине. Када су свједоци изненадне смрти, остали чланови скупине дјелују махнито, са израженим вокализацијама, агресивним наступима и додиривањем леша. У једном случају, шимпанзе су се бринуле за умирућег старца, а затим су се бринуле и чистиле леш. Послије су избјегавали мјесто гдје је старјешина умро и понашали се потиштеније. Пријављено је да мајке носе и његују своје мртво младунче неколико дана.
Експериментатори с времена на вријеме свједоче о понашању које се не може лако поистовјетити са интелигенцијом шимпанзе или теоријом ума. Волфганг Келер је забиљежио проницљиво понашање шимпанзи, али је такође често наводио да су искусиле „посебне потешкоће” у рјешавању једноставних проблема. Истраживачи су такође забиљежили да су, када су суочене са избором између двије особе, шимпанзе подједнако тражиле храну од особе која је могла да види гест просјачења, као и од особе која то не може, чиме се повећава могућност да шимпанзе немају теорију ума.

### Употреба оруђа
Скоро код свих популација шимпанзи забиљежено је коришћење оруђа. Они модификују штапове, камење, траву и лишће и користе их када сакупљају термите и мраве, орахе, мед, алге или воду. Упркос недостатку сложености, предумишљај и вјештина су очигледни у изради ових оруђа. Шимпанзе су користиле камено оруђе од прије најмање 4300 година.
Шимпанза из заједнице Касакела била је прва нељудска животиња за коју је пријављено да је направила оруђе, модификујући гранчицу да се користи као инструмент за вађење термита из њихових хумка. У Таију, шимпанзе једноставно користе своје руке за сакупљање термита. Када сакупљају мед, шимпанзе користе модификоване кратке штапиће да извлаче мед из кошнице ако су пчеле без жаока. За кошнице опасних афричких пчела, шимпанзе за вађење меда користе дуже и тање штапиће.
Шимпанзе такође сакупљају мраве користећи исту тактику. Сакупљање мрава је тешко и неке шимпанзе то никада не савладају. Западноафричке шимпанзе ломе тврде орахе камењем или гранама. Очигледна је извјесна промишљеност у овој активности, јер се ово оруђе не налази заједно или на подручју гдје сакупљају орахе. Разбијање ораха је такође тешко и мора се научити. Шимпанзе такође користе лишће као сунђере или кашике да пију воду.
Утврђено је да западноафричке шимпанзе у Сенегалу оштре штапове својим зубима, које затим користе за истјеривање сенегалског галага из малих рупа на дрвећу. Примјећена је једна источноафричка шимпанза која је користила модификовану грану као оруђе за хватање вјеверица.
Док су експерименталне студија на шимпанзама у заточеништву откриле да свака шимпанза може појединачно да научи многе од њихових типичних понашања употребе оруђа, а студија из 2021. открила је њихове способности да праве и користе камене пахуљице, на сличан начин као што се претпоставља за ране хоминине, није открила ово понашање у двије популације шимпанзи — што сугерише да је ово понашање изван домета типичног за шимпанзе.

### Језик
Научници су покушали да науче људски језик неколико врста великих мајмуна. Један рани покушај Алена и Беатрикс Гарден из 1960-их укључивао је 51 мјесец подучавања шимпанзу Уошо америчким знаковним језиком. Гарднери су извијестили да је Уошо научила 151 знак и да је спонтано научила друге шимпанзе, укључујући њеног усвојеног сина Лулиса. Током дужег временског периода, Уошо је наводно научила преко 350 знакова.
Развила се дебата међу научницима попут Дејвида Премака о способности шимпанзи да науче језик. Од раних извјештаја о Уошо, спроведене су бројне друге студије, са различитим нивоима успјеха. Једна је укључивала шимпанзу шаљивог имена Ним Чимпски (алузија на теоретичара језика Ноама Чомског), коју је обучавао Херберт Терас са Универзитета Колумбија. Иако су његови првобитни извјештаји били прилично позитивни, у новембру 1979, Терас и његов тим, укључују психолингвисту Томаса Бевера, поново су процијенили Нимове видео траке са својим тренерима, анализирајући их кадар по кадар у потрази за знаковима, као и тачан контекст (шта се дешавало и прије и послије Нимових знакова). У поновној анализи, Терас и Бевер су закључили да се Нимове изјаве могу објаснити само као експериментаторов подстрек, као и грешке у извјештавању података. „Велики дио понашања човјеколиких мајмуна је чиста вјежба”, рекао је, као и „Језик и даље стоји као важна дефиниција људске врсте”. У овом преокрету, Терас је тврдио да Нимова употреба АСЛ није била попут усвајања људског језика. Ним никада није сам иницирао разговоре, ријетко је уводио нове ријечи и углавном је имитирао оно што су људи радили. Што је још важније, Нимови низови ријечи су варирали у свом редослиједу, што сугерише да није способан за синтаксу. Нимове реченице такође су расле у дужину, за разлику од људске дјеце чији рјечник и дужина реченица показују снажну позитивну корелацију.

## Односи са људима

### У култури
Шимпанзе су ријетко заступљене у афричкој култури, јер их људи сматрају „превише блиским за угодност”. Народ Дан из Либерије и народ Хемба из Конга праве маске шимпанза. Дан маске су грубе и коцкасте и носе када уче младе људе како да се не понашају. Хемба маске имају осмијех који сугерише пијани бијес, лудило или ужас и носе се током ритуала на сахранама, представљајући „ужасну стварност смрти”. Маске такође могу служити за чување домаћинстава и заштиту плодности људи и биљака. Постоје приче о шимпанзама које су отимале и силовале жене.
У западној популарној култури, шимпанзе су повремено биле стереотипне као дјечији сапутници, помоћници или кловнови. Посебно су погодни за посљедњу улогу због својих истакнутих црта лица, дугих удова и брзих покрета, што људи често сматрају забавним. Сходно томе, забавне представе у којима се појављују шимпанзе обучене у људе са људским гласовима синхронизованим уснама били су традиционални производи циркуса, сценских емисија и ТВ емисија као што су Lancelot Link, Secret Chimp (1970—1972) и The Chimp Channel (1999). Лондонски зоолошки врт је од 1926. до 1972, праћен са неколико других зоолошких вртова широм свијета, свакодневно одржавао чајанке за шимпанзе, инспиришући дуготрајну серију реклама за PG Tips чај са таквом забавом. Скупине за заштиту права животиња позвале су на прекид таквих аката, сматрајући их уврједљивим.
Шимпанзе у медијима укључујући Џуди у телевизијској серији Daktari из 1960-их и Дарвина у The Wild Thornberrys из 1990-их. За разлику од измишљених приказа других животиња, као што су пси (као у Lassie), делфини (Flipper), коњи (The Black Stallion) или чак други велики мајмуни (King Kong), ликови и радње шимпанзи ријетко су релевантни за радњу. У научној фантастици могу се наћи прикази шимпанзи као појединаца, а не као обичних ликова, и као централних, а не успутних за радњу. Кратка прича Роберт А. Хајнлајн из 1947. Jerry Was a Man бави се генетским побољшаном шимпанзом која тражи бољи третман. Филм Conquest of the Planet of the Apes из 1972, трећи наставак филма Планета мајмуна из 1968, приказује футуристичку побуну поробљених мајмуна предвођених јединим шимпанзом која говори, Цезаром, против њихових људских господара.

### Као љубимци
Шимпанзе су традиционално држане као љубимци у неколико афричких села, нарочито у Демократској Републици Конго. У Националном парку Вирунга на истоку земље, власти парка редовно одузимају шимпанзе људима који их држе као љубимце. Изван њиховог домета, шимпанзе су популарне као егзотични љубимцима упркос њихово снази и агресији. Чак и на мјестима гдје је држање нељудских примата као љубимаца незаконито, трговина егзотичним љубимцима наставља да напредује, што доводи до поврједа од напада.

### Употреба у истраживању
Стотине шимпанзи су држане у лабораторијама ради истраживања. Већина таквих лабораторија или спроводи или ставља животиње на располагање за инвазивна истраживања, дефинисана као „цијепљење инфективним агенсом, операција или биопсија која се спроводи ради истраживања, а не ради шимпанзе, и/или тестирања на лијекове”. Истраживачке шимпанзе имају тенденцију да се више пута користе током деценија и до 40 година, за разлику од обрасца употребе већине лабораторијских животиња. Двије америчке лабораторије које се финансирају из федералног буџета користе шимпанзе: Национални истраживачки центар за примате Јеркес на Универзитету Емори у Атланти у Џорџији и Југозападни национални центар за примате у Сан Антонију у Тексасу. Пет стотина шимпанзи је пензионисано из лабораторијске употребе у Сједињеним Државама и живи у уточиштима за животиње у Сједињеним Државама или Канади.
Петогодишњи мораторијум увео је амерички Национални институт за здравље 1996, јер је превише шимпанзи узгајано за истраживање ХИВ-а, а он се продужавао сваке године од 2001. године. Са објављивањем генома шимпанзи, планови за повећање употребе шимпанзи у Америци наводно су се повећали 2006, а неки научници тврде да би требало укинути федерални мораторијум на узгајање шимпанзи за истраживање. Међутим, Национални институт за здравља је мораторијум прогласио трајним 2007. године.
Други истраживачи тврде да шимпанзе или не би требало да се користе у истраживању, или да их треба третирати другачије, нпр. са правним статусом особе. Паскал Гагнеук, еволуциони биолог и стручњак за примате са Калифорнијског универзитета у Сан Дијегу, тврди, с обзиром на осјећај шимпанзи за себе, употребу оруђа и генетску сличност са људским бићима, студије које користе шимпанзе треба да прате етичке смјернице које се користе за људе који не морају да дају сагласност. Недавна студија показује да шимпанзе које су пензионисане из лабораторија показују облик посттрауматског стресног поремећаја. Стјарт Зола, директор лабораторије Јеркес, не слаже се са тим. За National Geographic је рекао, „Мислим да не треба да правим разлику између наше обавезе да поступамо хумано према било којој врсти, било да је то пацов, мајмун или шимпанза. Колико год то жељели, шимпанзе нису људи.”
Само једна европска лабораторија, Центар за истраживање биомедицинских примата у Ријсвику у Холандији, користила је шимпанзе у истраживању. Раније је држао 108 шимпанзи, међу 1300 нељудских примата. Холандско министарство науке одлучило је да укине истраживање у центру од 2001. године. Међутим, дозвољено је да суђења која су већ била у току теку својим током. Шимпанзе, укључујући женку Аи, проучаване су на Институту за истраживање примата Универзитета Кјото у Јапану, који је раније водио Тецуро Мацузава, од 1978. године. Дванаест шимпанзи се тренутно налази у објекту.
Двије шимпанзе су послате у отворени свемир као НАСА истраживачки субјекат. Хам, први велики мајмун у свемиру, лансиран је у капсули Меркури-Редстоун 2 31. јануара 1961. и преживио је суборбитални лет. Енос, трећи примат који е окружио око Земље послије совјетских космонаута Јурија Гагарина и Германа Титова, полетио је на Меркури-Атласу 5 исте године.

### Теренска студија
Џејн Гудол је предузела прву дугорочну теренску студију шимпанзе, започету у Танзанији у Националном парку Гомбе Стрим 1960. године. Друге дугорочне студије започете 1960-их укључују Адријана Кортландта у источној Демократској Републици Конго и Тошисаде Нишиде у Националном парку Махали у Танзанији. Садашње разумијевање типичног понашања и друштвене организације шимпанзи образовано је углавном из Гудоловине текуће шездесетогодишње истраживачке студије из Гомбе.

### Напади
Шимпанзе су нападале људе. У Уганди се догодило неколико напада на дјецу, од којих су неки били фатални. Неки од ових напада су можда настали јер су шимпанзе биле пијане (алкохолом добијеним у сеоским производњама пива) и постале су агресивне према људима. Људска интеракција са шимпанзама може бити посебно опасна ако шимпанзе перципирају људе као потенцијалне ривале. Документовано је најмање шест случајева да шимпанзе отимају и једу људске бебе.
Снага шимпанзе и оштри зуби значе да напади, чак и на одрасле људе, могу изазвати тешке поврједе. То је било очигледно након напада и могуће смрти возача NASCAR-а Сент Џејмса Дејвиса, кога су двије одбјегле шимпанзе претукле док су он и његова супруга славили рођендан свог бившег љубимца шимпанзе. Још један примјер агресивности десио се 2009. у Стамфорду у Конектикату, када је тринаестогодишњи шимпанза љубимац од 90 кг напао пријатељицу свог власника, која је изгубила руке, очи, нос и дио горње вилице због напада.

### Вирус људске имунодефицијенције
Двије примарне класе вируса људске имунодефицијенције (ХИВ) инфицирају људе: ХИВ-1 и ХИВ-2. ХИВ-1 је вирулентнији и лако се преноси и извор је већине ХИВ инфекција широм свијета; ХИВ-2 се углавном јавља у западној Африци. Обје врсте су настале у западној и централној Африци, прескачући са других примата на људе. ХИВ-1 је еволуирао из вируса имунодефицијенције виших примата (SIVcpz) који је пронађен у подврсти централноафричке шимпанзе у јужном Камеруну. У Киншаси се налази највећи генетски диверзитет ХИВ-1 до сада откривен, што сугерише да је вирус тамо дуже него било гдје другдје. ХИВ-2 је укрштао врсте из другог соја ХИВ-а, пронађене код чађавих мангабија у Гвинеји Бисао.

## Заштита
Шимпанза је на Црвеном списку IUCN као угрожена врста. Шимпанзе су законски заштићене у већини свог станишта и налазе се у националним парковима и изван њих. Сматра се да између 172.700 и 299.700 јединки живи у дивљини, што је смањење у односу на око милион јединки почетком 1900-их. Шимпанзе су наведене у Додатку I Конвенције о међународној трговини угроженим врстама (CITES), што значи да је комерцијална међународна трговина јединкама из дивљине забрањена и да је сва друга међународна трговина (укључујући дијелове и деривате) регулисана CITES системом издавања дозвола.
Највеће пријетње шимпанзи су уништавање станишта, криволов и болести. Станишта шимпанзи су ограничена крчењем шума и у западној и централној Африци. Изградња путева је изазвала деградацију станишта и фрагментацију популација шимпанзи и може омогућити криволовцима већи приступ подручјима која нису била озбиљно погођена људима. Иако су стопе крчења шум ниске у западној Централноафричкој Републици, селективна сјеча се може одвијати изван националних паркова.
Шимпанзе су уобичајене мета криволоваца. У Обали Слоноваче, шимпанзе чине 1—3% дивљег меса које се продаје на градским пијацама. Такође, отимају се, често илегално, за трговину љубимцима, а у неким областима се лове у медицинске сврхе. Фармери понекад убијају шимпанзе које угрожавају њихове усјеве; други су ненамјерно осакаћени или убијени замкама намијењеним другим животињама.
Заразне болести су главни узрок смрти шимпанзи. Они подлијежу многим болестима које погађају људе, јер су те двије врсте веома сличне. Како људска популација расте, расте и ризик од преношења болести између људи и шимпанзи.